# Ziemowit Wojciechowski
Ziemowit Franciszek Wojciechowski (Danzica, 3 ottobre 1948) è un ex schermidore polacco, vincitore di una medaglia d'argento ai campionati mondiali di scherma.